# Irradiação solar

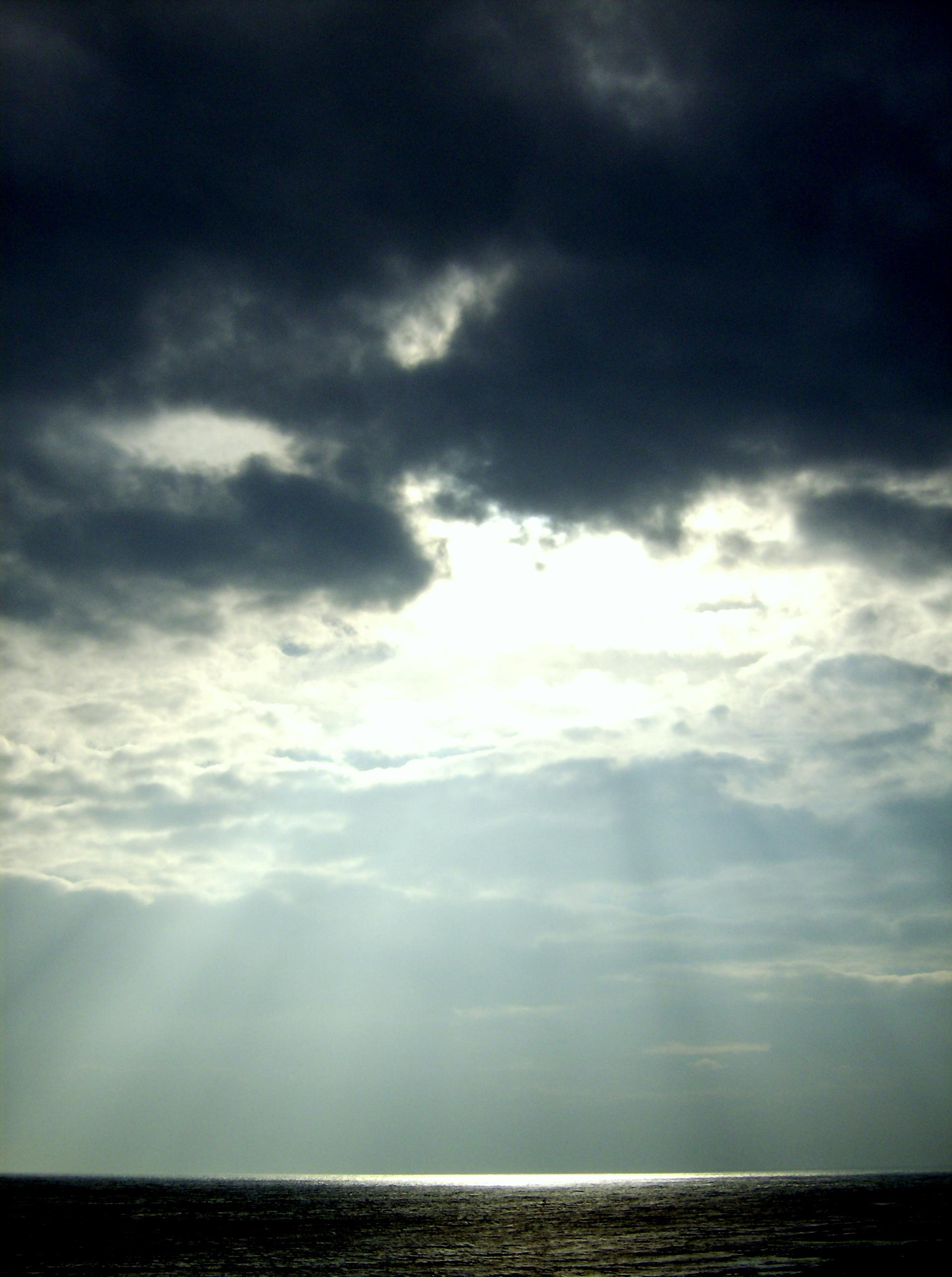
Raios de sol atravessando nuvens em Dunstanburgh, Northumberland, Reino Unido

A irradiação solar é a irradiância integrada em um intervalo de tempo especificado, geralmente uma hora ou um dia, e é dada em watt hora por metro quadrado (Wh/m²). Irradiação solar nada mais é do que uma determinada quantidade de radiação solar por unidade de área.